# Tau (písmeno)

Tau — majuskulní i minuskulní varianta

Tau (majuskulní podoba Τ, minuskulní podoba τ; řecký název ταῦ) je devatenácté písmeno řecké abecedy. V systému řeckých číslic má (v podobě τʹ) hodnotu 300.

## Použití ve vědě
Malé písmeno 'τ' se používá jako symbol pro:
- Tauon v částicové fyzice
- Střední doba života ve fyzice
- Smykové napětí v mechanice

## Jiná použití
- Nosí jej františkáni[3] jako symbol pro kříž tau

## Reprezentace v počítači
V Unicode je podporováno
- jak majuskulní tau (Τ)
  - U+03A4 GREEK CAPITAL LETTER TAU
- tak minuskulní tau (τ)
  - U+03C4 GREEK SMALL LETTER TAU

V HTML je možné zapsat tyto znaky pomocí jejich Unicode čísla: &#932; respektive &#964;.
Majuskulní podobu je také možné zapsat pomocí HTML entity &Tau;, minuskulní podobu pomocí &tau;.
V prostředí LaTeXu je možné použít příkaz \tau pro minuskulní variantu, pro majuskulní podobu se používá písmeno 'T' z latinky.